# Крючки (Україна)
Крючки — селище в Україні, у Балаклійському районі Харківської області. Населення становить 272 осіб. 

## Історія
До 2020 орган місцевого самоврядування— Веселівська сільська рада.
12 червня 2020 року, відповідно до Розпорядження Кабінету Міністрів України  № 725-р «Про визначення адміністративних центрів та затвердження територій територіальних громад Харківської області», увійшло до складу Савинської селищної територіальної громади.
19 липня 2020 року, в результаті адміністративно-територіальної реформи та ліквідації Балаклійського району, селище увійшло до складу новоутвореного Ізюмського району.

## Географія
Селище Крючки знаходиться в балці Бузовий Яр, біля витоку пересихаючої річки Жолобок, перегородженої численними загатами, вище за течією за 4 км знаходиться село Бригадирівка. На відстані 2 км від селища знаходиться село Вишнева і траса E40 М03.

## Населення

### Мова
Розподіл населення за рідною мовою за даними перепису 2001 року:
| Мова       | Кількість | Відсоток |
| ---------- | --------- | -------- |
| українська | 232       | 85.29%   |
| російська  | 40        | 14.71%   |
| Усього     | 272       | 100%     |

## Історія
Село вперше згадується у 1849 році
Село постраждало внаслідок геноциду українського народу, проведеного урядом СССР в 1932—1933 роках, кількість встановлених жертв у Бабариківці, Пазіївці, Слабунівці, Макарівці, Крючках, Теплянці Першій, Теплянці Другій, Жуваківці, Нуровому, Якимівці, Сухому Яру, Чорнобаївці — 479 людей.

## Економіка
В селищі є молочно-товарна ферма.

## Персоналії
- Волошин Юрій Володимирович — доктор історичних наук, професор, науковець, педагог
- П'янов Володимир Якович — критик і журналіст.

## Також
- Перелік населених пунктів, що постраждали від Голодомору 1932-1933, Харківська область